# Hemispathius polystenoides
Hemispathius polystenoides är en stekelart som beskrevs av Sergey A. Belokobylskij och Donald L.J. Quicke 2000. Hemispathius polystenoides ingår i släktet Hemispathius och familjen bracksteklar. Inga underarter finns listade i Catalogue of Life.